# Amphinotus exsertus
Amphinotus exsertus är en insektsart som beskrevs av Günther, K. 1938. Amphinotus exsertus ingår i släktet Amphinotus och familjen torngräshoppor. Inga underarter finns listade i Catalogue of Life.